# Pittsburg (Oklahoma)
Pittsburg es un pueblo ubicado en el condado de Pittsburg en el estado estadounidense de Oklahoma. En el año 2010 tenía una población de 	207 habitantes y una densidad poblacional de 159,23 personas por km².

## Geografía
Pittsburg se encuentra ubicado en las coordenadas 34°42′46″N 95°51′4″O / 34.71278, -95.85111 (34.712769, -95.850993) . Según la Oficina del Censo de los Estados Unidos, Pittsburg tiene una superficie total de 0,5 mi² (1,3 km²), de la cual 0,5 mi² (1,3 km²) corresponden a tierra firme y 0 mi² (0 km²) es agua.

## Demografía
Según la Oficina del Censo en 2000 los ingresos medios por hogar en la localidad eran de $19,479 y los ingresos medios por familia eran $22,250. Los hombres tenían unos ingresos medios de $25,833 frente a los $17,500 para las mujeres. La renta per cápita para la localidad era de $10,258. Alrededor del 21.7% de la población estaban por debajo del umbral de pobreza.